# Cicciolina
Ilona Anna Staller, conhecida pelo  nome artístico de Cicciolina (Budapeste, 26 de novembro de 1951), é uma ativista política, ex-atriz pornográfica, cantora e escritora húngara naturalizada italiana.

## Biografia
Nasceu em Budapeste, na Hungria, descendente de uma pequena família de burgueses, que, com a revolução bolchevique, findaram por perder várias terras das quais tinham posses. Aos três anos de idade, perdeu o pai vitima de um câncer. Foi criada pelo padrasto, que era funcionário do ministério público húngaro, e sua mãe, que era parteira.
Aos treze anos, entrou para a agência de modelos MTI, ainda na Hungria.
No verão de 1968, Cicciolina entrou para o serviço secreto de seu país e tinha a função de investigar os motivos pelos quais estrangeiros estariam em territórios húngaros. Depois da morte de um político americano que estava sob investigação, Ilona deixou os serviços secretos.
Após conhecer um italiano em Budapeste e terminar com seu namorado africano do Senegal, Ilona tornou-se sua amante e, depois de certo tempo, ofereceu-lhe dinheiro e muito sexo em troca de casamento, para que assim, ela pudesse conseguir nacionalidade italiana. Casaram-se no papel e, após conseguir sua cidadania, Ilona pegou um trem em Budapeste e desembarcou em Milão, cidade onde fez filmes pornográficos produzidos pela fraca e recém-nascida indústria pornô da época.
Após os filmes eróticos, vieram os convites para participações em cinema convencional. Em 1973, após ver um ensaio sexy de Ilona Staller na revista Playmen, Riccardo Sccicchi, que era estudante de arquitetura e fotógrafo da revista citada, fascinou-se pela imagem “sensual-inocente” da jovem húngara e logo tratou de contactá-la. Depois de fazer várias fotos de Ilona, Riccardo montou, na agência que trabalhava, uma exposição de fotos da moça. Lá, encontrava-se o dono de uma das poucas rádios livres da Itália, que convidou-a para fazer um programa em sua rádio. Foi assim que Ilona Staller atingiu o estrelato na década de 70: apresentando um programa de temática sexual desenvolvido por ela e Riccardo Sccicchi na rádio Luna, em Roma, sob o pseudônimo de Cicciolina. Com o sucesso do programa, Cicciolina era considerada a rainha da sexualidade na Itália. Paralelamente, também desenvolveu e apresentou um programa na Radio San Paolo, em Nápoles.
A presença de Cicciolina em programas de emissoras de televisão livres reduzia consideravelmente a audiência da televisão estatal italiana, que era controlada pelas rédeas “beatas” do governo. Para conquistar a audiência perdida, a RAI (TV estatal) contratou Cicciolina para apresentar oito programas na emissora, dando-a carta branca para fazer o que quisesse. Depois de gravado o primeiro programa, a equipe de edição da emissora ficou por muito tempo editando o programa e acabou por não mostrar partes eróticas do mesmo, fazendo Cicciolina processar a emissora por não cumprimento de contrato.
Aproveitando o sucesso de sua sexy personagem nos programas de rádio e no show business, Ilona passou a desenvolver junto com Riccardo shows eróticos e apresentar-se com turnê por toda a Itália e países da Europa. Seduzida pelo sucesso de Cicciolina e seus shows, a gravadora musical RCA a contratou e assim Ilona Staller tornou-se também cantora.
Após ser várias vezes censurada e processada pelo crime de atentado ao pudor ao mostrar suas partes intimas nos shows, Cicciolina achou outra maneira de transgredir e chamar a atenção sem precisar cometer o tal crime: passou a misturar temáticas políticas em suas apresentações. Para divulgar suas propostas no campo político, ela abriu a produtora italiana de filmes pornográficos e primeira agência de casting pornô em parceria com Riccardo Schicchi, chamada Diva Futura, e tornou-se atriz de sua própria empresa, misturando sexo e ideias políticas nos enredos de seus filmes.
Além de apresentadora de rádio, atriz convencional e pornô, e política, Cicciolina também é escritora e conseguiu reconhecimento no campo literário com os livros “Confessions” (este lançado e vendido no Brasil) e “Per Amore e Per Forza”.
Em 1997, foi convidada para fazer uma participação especial na novela Xica da Silva, da Rede Manchete, interpretando a personagem Ludovica, uma cortesã que se passa por princesa genovesa. Nas cenas, uma intérprete traduzia as falas de Cicciolina.
Em julho de 2005 foi capa da revista Playboy, edição da Sérvia.
Em 2017, foi tema do documentário "Cicciolina - Madrinha do Escândalo", de Alessandro Melazzini.

### Politica
Filiou-se, em 1979, na Lista del Sole, o primeiro partido ambientalista da Itália. Em 1985 mudou-se para o Partido Radical, fazendo campanha contra a energia nuclear e a OTAN, pelos direitos humanos e contra a fome no mundo.
Cicciolina foi eleita para o Parlamento Italiano em 1987, representando o distrito de Lácio de Roma, com 20 mil votos, sendo a segunda deputada mais votada do seu partido.
Em 1991, fundou junto com Riccardo Schicchi, Moana Pozzi e Mauro Biuzzi o Partido do Amor. Nas eleições de 1992, o partido recebeu expressiva votação com quase 23 mil votos. Em 1993, nas eleições municipais, Moana Pozzi candidatou-se a prefeitura de Roma recebendo quase 9 mil votos. Após a morte de Moanna Pozzi, em 1994, vitima de um câncer de fígado, o Partido do Amor não disputou mais nenhuma eleição, embora não esteja oficialmente desativado. Cicciolina foi sua presidente no ano de 1992.
Em 2012, Cicciolina fundou o Partido DNA (Democracia, Natureza e Amor), juntamente com o advogado Lucca di Carlo, para concorrer as eleições estaduais de 2013, não conseguindo a sua re-eleição ao parlamento. Em seguida, Cicciolina filiou-se ao Partido Liberal Italiano.
Em janeiro de 2002, começou a explorar a possibilidade de uma campanha política na Hungria, sua terra natal, representando o distrito de Kobánya, mas falhou ao tentar colher assinaturas para uma candidatura sem filiação partidária. No mesmo ano, afirmou que se entregaria ao presidente iraquiano, Saddam Hussein, para colocar um fim aos conflitos no Oriente Médio.
Em 2022,  Cicciolina ofereceu ao presidente russo Vladimir Putin uma noite de sexo em troca de paz para a Ucrânia.

### Vida pessoal
O artista americano Jeff Koons a convenceu a colaborar em uma série de esculturas e pinturas em que ambos faziam sexo em muitas posições, cenários e figurinos, exibindo o conjunto da obra sob o título de "Made in Heaven". Staller casou-se com Koons em 1991. O casamento acabou em 1992, e o filho de ambos, Ludwig, nasceu pouco tempo depois. Ilona saiu dos Estados Unidos, após o início de uma longa batalha judicial pela custódia da criança. Jeff ganhou a guarda do filho em 1998, mas ele continua a viver com Ilona na Itália.

## Filmografia

### Filmes convencionais
- Incontro d'amore (1970) (sob pseudonimo de Elena Mercury)
- Un uomo, una città (1974)
- 5 donne per l'assassino (1974) (sob pseudonimo de Elena Mercur)
- Il cav. Costante Nicosia demoniaco ovvero: Dracula in Brianza, digirido por Lucio Fulci (1975)
- ...a tutte le auto della polizia, dirigido por Mario Caiano (1975)
- L'ingenua, dirigido por Gianfranco Baldanello (1975)
- La supplente, dirigido por Guido Leoni (1975)
- La liceale, dirigido por Michele Massimo Tarantini (1975)
- Cuore di cane, dirigido por Alberto Lattuada (1975)
- Inhibition, dirigido por Paul Price (1976)
- I prosseneti, dirigido por Brunello Rondi (1976)
- Vizi privati, pubbliche virtù, dirigido por Miklos Jancsò (1976)
- Bestialità, dirigido por Giuliana Gamba (1976)
- Il mondo dei sensi di Emy Wong, dirigido por Bitto Albertini (1977)
- Voglia di donna, dirigido por Franco Bottari (1978)
- Dedicato al mare Egeo, dirigido por Masuo Ikeda (1979)
- John Travolto... da un insolito destino, dirigido por Neri Parenti (1979)
- Cicciolina, amore mio, dirigido por Amasi Damiani (1979)
- Senza buccia, dirigido por Marcello Aliprandi (1979)
- Replikator, dirigido por Philip Jackson (1994)

### Pornografia
- La conchiglia dei desideri, dirigido por Riccardo Schicchi (1983)
- Porno Poker, dirigido por Riccardo Schicchi (1984)
- Cicciolina il giorno dopo - Orgia nucleare, dirigido por Riccardo Schicchi (1984)
- Telefono rosso, dirigido por Riccardo Schicchi (1986)
- Banane al cioccolato, dirigido por Riccardo Schicchi (1986)
- Cicciolina number one, dirigido por Riccardo Schicchi (1986)
- I racconti sensuali di Cicciolina, dirigido por Riccardo Schicchi (1986)
- Carne bollente, dirigido por Riccardo Schicchi (1987)
- Moana e... le altre regine, dirigido por Lawrence Webber (1987)
- La bottega del piacere, dirigido por Hard Sac (1988)
- Backdoor Summer, dirigido por Jim Reynolds (1988)
- Telefono rosso number 2, dirigido por Riccardo Schicchi (1988)
- Backdoor Summer II, dirigido por Jim Reynolds (1989)
- Supervogliose di maschi (Backfield in Motion), dirigido por Jim Reynolds (1990)
- Vogliose ed insaziabili per stalloni superdotati (The Rise of the Roman Empress II), dirigido por Gregory J. Schell (1990)
- Tutte le provocazioni di Moana, dirigido por Hard Sac (1990)
- Cicciolina e Moana "Mondiali", dirigido por Jim Reynolds (1990) (também conhecido como Mundial Sex - Cicciolina e Moana ai Mondiali)
- Le donne di Mandingo, dirigido por Jim Reynolds (1990)
- Amori particolari transessuali, dirigido por Hans Ruiz (1990)
- All'onorevole piacciono gli stalloni, dirigido por Jim Reynolds (1990)
- Carcere amori bestiali, dirigido por Martin White (1991)
- Le perversioni degli angeli, dirigido por Riccardo Schicchi (1991)
- Passione indecente, dirigido por Riccardo Schicchi (1991)
- Ho scopato un'aliena, dirigido por Martin White (1992)
- Luna park dell'amore, dirigido por Riccardo Schicchi (1992)
- Ore 9 scuola a tutto sesso - Goduria sfrenata, dirigido por Martin White (1992)
- Le calde labbra bagnate di Moana, dirigido por Jim Reynolds (1992) (versão alternativa do filme Le donhne di Mandingo)